# Saint-Jean-des-Bois
Saint-Jean-des-Bois foi uma comuna francesa na região administrativa da Normandia, no departamento Orne. Estendia-se por uma área de 10,04 km². Em 2010 a comuna tinha 180 habitantes (densidade: 17,9 hab./km²).
Em 1 de janeiro de 2015, passou a formar parte da nova comuna de Tinchebray-Bocage.